# شارل سوم، پادشاه ناوار
شارل سوم (اسپانیایی: Charles III of Navarre‎؛ ۱۳۶۱ – ۸ سپتامبر ۱۴۲۵) پادشاه ناوار بود.